# Simon Brendle
Simon Brendle (junho de 1981) é um matemático alemão, que trabalha com equações diferenciais parciais e geometria diferencial.
Recebeu o Prêmio EMS de 2012. Foi palestrante convidado do Congresso Internacional de Matemáticos em Madrid (2006: Elliptic and Parabolic Problems in conformal geometry) e em Hyderabad (2010: com R. Schoen, Riemannian manifolds of positive curvature). Recebeu o Prêmio Memorial Bôcher de 2014.

## Publicações selecionadas
- Der Sphärensatz in der Riemannschen Geometrie, Jahresbericht DMV, Band 113, 2011, S. 123–138
- Global existence and convergence for a higher order flow in conformal geometry, Annals of Mathematics (2), Band 158–1, 2003, S. 323–343
- Elliptic and parabolic problems in conformal geometry, Proceedings of the International Congress of Mathematicians (ICM 2006), Madrid, Spain, August 22–30, 2006. Vol. II, S. 691–704, 2006
- Blow-up phenomena for the Yamabe equation, Journal of the AMS 21, S. 951–979, 2008
- Convergence of the Yamabe flow in dimension 6 and higher, Inventiones Mathematicae 170, S. 541–576, 2007
- com R. Schoen Manifolds with 1/4 pinched curvature are space forms, Journal of the AMS, Bd. 22, 2009, S. 287 (Differentiable Sphere Theorem)
- Ricci Flow and the Sphere Theorem, American Mathematical Society, Graduate Studies in Mathematics, Band 111, 2010
- com R. Schoen Curvature, sphere theorem and the Ricci flow, Bulletin AMS, Band 48, 2011, S. 1–32, Online
- com R. Schoen Riemannian manifolds of positive curvature, Proceedings of the International Congress of Mathematicians (ICM 2010), Hyderabad, India, August 19--27, 2010. Vol. I, S. 449–475, 2011
- com F. C. Marques, A. Neves Deformations of the hemisphere that increase scalar curvature, Inventiones Mathematicae, Band 185, 2011, S. 175–197, Preprint (Min-Oo Vermutung)
- Rotational symmetry of self-similar solutions to the Ricci flow, Invent. Math.  194  (2013),  no. 3, 731–764. Preprint
- Embedded minimal tori in {\displaystyle S^{3}} and the Lawson conjecture, Acta Math. 211 (2013), no. 2, 177–190. Preprint (Lawson-Vermutung)
- Embedded self-similar shrinkers of genus 0, Annals of Mathematics 183, 715–728 (2016)
- com G. Huisken Mean curvature flow with surgery of mean convex surfaces in R3, Invent. Math. 203 (2016), 615–654
- com G. Huisken A fully nonlinear flow for two-convex hypersurfaces in Riemannian manifolds, Invent. Math. 210 (2017), 559–613
- Ricci flow with surgery in higher dimensions, Annals of Mathematics 187, 263–299 (2018)